# Virginidos ou a vida da Virgem
Virginidos, ou, vida da Virgem – epos portugalskiego barokowego poety Manuela Mendesa de Barbuda e Vasconcelos poświęcony Najświętszej Maryi Pannie. Został wydany w Lizbonie w 1667. Poemat składa się z dwudziestu pieśni i jest napisany oktawą na wzór Luzjad Luísa de Camõesa. Ogółem liczy 2847 oktaw.